# Comradeship
Comradeship è un film muto del 1919 diretto da Maurice Elvey. Fu l'unica pellicola interpretata da Lily Elsie, una famosa cantante e attrice della scena teatrale londinese.
L'arco temporale della storia copre tutto il periodo della prima guerra mondiale, da qualche mese prima dell'inizio delle ostilità fino alla dichiarazione di pace nel 1918.

## Produzione
Il film fu prodotto dalla Stoll Picture Productions. Le riprese vennero effettuate alla fine della prima guerra mondiale durante l'armistizio, offrendo al regista l'occasione di poter riprendere alcune scene in stile documentaristico della Londra post bellica. Vi si vedono le celebrazioni per la vittoria con l'esposizione lungo il Mall di alcuni cannoni catturati ai tedeschi, con uno scorcio della città subito dopo la guerra.

## Distribuzione
Distribuito dalla Stoll Picture e dalla Productions Lakeshore Entertainment, uscì nelle sale cinematografiche nel gennaio 1919.